# Friedrich Schulze (Politiker, 1896)
Friedrich Schulze (* 19. September 1896 in Berlin; † 23. April 1976 ebenda) war ein deutscher Politiker (SPD).
Friedrich Schulze besuchte eine Realschule und machte eine kaufmännische Lehre. Ab 1916 war er im Ersten Weltkrieg Soldat. 1920 trat er der SPD bei und war in Berlin-Köpenick aktiv. Nach einem höheren Handelskurs arbeitete er in verschiedenen Firmen. Nach der „Machtergreifung“ der Nationalsozialisten 1933 wurde Schulze inhaftiert. 1939 wurde er von der Wehrmacht eingezogen.
Nach dem Zweiten Weltkrieg arbeitete Schulze zunächst beim Bezirksamt Köpenick und anschließend bei der Berliner Konsumgenossenschaft. 1949 wechselte er nach West-Berlin, wo er bei der Allgemeinen Treuhandgesellschaft GmbH arbeitete. Bei der Berliner Wahl 1954 wurde er in das Abgeordnetenhaus von Berlin gewählt.